# The Kingdom Choir
The Kingdom Choir è un coro di musica gospel britannico di oltre 20 elementi fondato a Londra nel 1999.
Il coro è stato fondato ed è diretto da Karen Gibson.

## Carriera
Dopo circa 20 anni di attività, il coro è divenuto noto a livello internazionale per essersi esibito al matrimonio del principe Harry e Meghan Markle. Il 19 maggio 2018 ha inciso una cover gospel del brano Stand by Me di Ben E. King, che è arrivata in cima alla classifica statunitense Hot Gospel Songs. In seguito il coro ha firmato un contratto discografico con la Sony Music. Il 26 ottobre 2018 ha pubblicato l'album di debutto, Stand by Me.
Nel giugno 2019 ha cantato la canzone The Star-Spangled Banner alla partita inaugurale della Major League Baseball 2019.
Nel febbraio 2023 ha accompagnato Marco Mengoni nella sua cover di Let It Be, durante il 73º Festival di Sanremo.

## Discografia

### Album in studio
- 2018 – Stand by Me